# WINS (アダルトグッズメーカー)
WINS（ウインズ）は、癒しをテーマにした雑貨、ハーブ関連商品、おたく系グッズの開発、販売をおこなっている日本の企業である。
時代の流れと共に、取り扱い商品を柔軟に変化させることで有名で、現在は、スリランカのアーユルヴェータに基づくハーブ関連グッズを始めとして癒しをテーマにした商品開発を進めている。
特にシニアを意識した商品開発を戦略的に進めており、今後の商品展開が待ち望まれている。
ここ数年はアダルトグッズを主として展開している。

## 製品
代表的な製品は、インド大陸の伝統的医学のアーユルヴェーダに基づく、癒し系のハーブオイルやお香などの輸入品である。
アロマキャンドルは、バニラ、ストロベリーなど6種類の香りがあり、OLを中心に爆発的なヒットとなった。
癒しに関しては、若者、女性といった一般的な対象から、シニア世代にまで対象を広げ、最近では特にシニアに向けての癒し系グッズ、健康グッズ、
健康食品等の充実を図る方向に転換している。
マッサージ関連グッズの販売、開発にも力を入れている。
そういうったシニア系のグッズの販売を拡大していくために、新たな戦略を構築中である。
ラブクラウドとしては、雑誌や作家とのコラボ商品を中心に販売している。ぶんか社の「本当にあった笑える話」とのコラボである桜木さゆみシリーズのグッズは独身OLの癒し系グッズとして、雑誌での取り上げも多く広く浸透している。海王社と組んだクリムゾン、伊駒一平、天乃一水などの人気作家とのコラボは注目を集め、キルタイムコミュニケーションともコラボ商品を販売している。
その他では、人気漫画のフィギュアの生産も行っている。